# Firestone 550 de 2010
O Firestone 550 de 2010 foi a sétima corrida da temporada de 2010 da IndyCar Series. A corrida foi realizada no dia 5 de junho no Texas Motor Speedway, na cidade de Fort Worth, Texas. O vencedor foi o piloto australiano Ryan Briscoe, da equipe Team Penske.

## Pilotos e Equipes
No total 26 carros foram inscritos para corrida.
| Nº | Piloto                  | Equipe                     | Chassis | Motor | Pneu |
| -- | ----------------------- | -------------------------- | ------- | ----- | ---- |
| 2  | Raphael Matos           | de Ferran Dragon Racing    | Dallara | Honda | F    |
| 3  | Hélio Castroneves       | Team Penske                | Dallara | Honda | F    |
| 4  | Dan Wheldon             | Panther Racing             | Dallara | Honda | F    |
| 5  | Takuma Sato (R)         | KV Racing Technology       | Dallara | Honda | F    |
| 6  | Ryan Briscoe            | Team Penske                | Dallara | Honda | F    |
| 7  | Danica Patrick          | Andretti Autosport         | Dallara | Honda | F    |
| 8  | E. J. Viso              | KV Racing Technology       | Dallara | Honda | F    |
| 9  | Scott Dixon             | Chip Ganassi Racing        | Dallara | Honda | F    |
| 10 | Dario Franchitti        | Chip Ganassi Racing        | Dallara | Honda | F    |
| 11 | Tony Kanaan             | Andretti Autosport         | Dallara | Honda | F    |
| 12 | Will Power              | Team Penske                | Dallara | Honda | F    |
| 14 | Vitor Meira             | A. J. Foyt Enterprises     | Dallara | Honda | F    |
| 18 | Milka Duno              | Dale Coyne Racing          | Dallara | Honda | F    |
| 19 | Alex Lloyd (R)          | Dale Coyne Racing          | Dallara | Honda | F    |
| 22 | Justin Wilson           | Dreyer & Reinbold Racing   | Dallara | Honda | F    |
| 24 | Tomas Scheckter         | Dreyer & Reinbold Racing   | Dallara | Honda | F    |
| 26 | Marco Andretti          | Andretti Autosport         | Dallara | Honda | F    |
| 32 | Mario Moraes            | KV Racing Technology       | Dallara | Honda | F    |
| 34 | Mario Romancini (R)     | Conquest Racing            | Dallara | Honda | F    |
| 36 | Bertrand Baguette (R)   | Conquest Racing            | Dallara | Honda | F    |
| 37 | Ryan Hunter-Reay        | Andretti Autosport         | Dallara | Honda | F    |
| 66 | Jay Howard (R)          | Sarah Fisher Racing        | Dallara | Honda | F    |
| 67 | Sarah Fisher            | Sarah Fisher Racing        | Dallara | Honda | F    |
| 77 | Alex Tagliani           | FAZZT Race Team            | Dallara | Honda | F    |
| 78 | Simona de Silvestro (R) | HVM Racing                 | Dallara | Honda | F    |
| 06 | Hideki Mutoh            | Newman/Haas/Lanigan Racing | Dallara | Honda | F    |

- (R) - Rookie

## Resultados

### Treino classificatório
| Pos.      | Nº | Piloto                  | Equipe                   | Volta 1 | Volta 2 | Volta 3 | Volta 4 | Tempo total |
| --------- | -- | ----------------------- | ------------------------ | ------- | ------- | ------- | ------- | ----------- |
| 1         | 6  | Ryan Briscoe            | Team Penske              | 24.3034 | 24.3155 | 24.3486 | 24.3600 | 1:37.3275   |
| 2         | 10 | Dario Franchitti        | Chip Ganassi Racing      | 24.2917 | 24.3214 | 24.3597 | 24.3604 | 1:37.3332   |
| 3         | 12 | Will Power              | Team Penske              | 24.3226 | 24.3375 | 24.3480 | 24.3716 | 1:37.3797   |
| 4         | 9  | Scott Dixon             | Chip Ganassi Racing      | 24.3371 | 24.3274 | 24.3406 | 24.3771 | 1:37.3822   |
| 5         | 3  | Hélio Castroneves       | Team Penske              | 24.4442 | 24.3982 | 24.4249 | 24.4514 | 1:37.7187   |
| 6         | 19 | Alex Lloyd (R)          | Dale Coyne Racing        | 24.4313 | 24.4257 | 24.4337 | 24.4297 | 1:37.7204   |
| 7         | 06 | Hideki Mutoh            | Newman/Haas Racing       | 24.4527 | 24.4287 | 24.4207 | 24.4311 | 1:37.7332   |
| 8         | 7  | Danica Patrick          | Andretti Autosport       | 24.4924 | 24.4581 | 24.4558 | 24.4556 | 1:37.8619   |
| 9         | 32 | Mario Moraes            | KV Racing Technology     | 24.5309 | 24.4968 | 24.4948 | 24.4757 | 1:37.9982   |
| 10        | 26 | Marco Andretti          | Andretti Autosport       | 24.5060 | 24.5040 | 24.4959 | 24.4993 | 1:38.0052   |
| 11        | 5  | Takuma Sato (R)         | KV Racing Technology     | 24.5357 | 24.5175 | 24.4864 | 24.5080 | 1:38.0476   |
| 12        | 22 | Justin Wilson           | Dreyer & Reinbold Racing | 24.5145 | 24.5125 | 24.5352 | 24.5267 | 1:38.0889   |
| 13        | 11 | Tony Kanaan             | Andretti Autosport       | 24.5469 | 24.5504 | 24.5518 | 24.5577 | 1:38.2068   |
| 14        | 8  | E. J. Viso              | KV Racing Technology     | 24.5963 | 24.5572 | 24.5215 | 24.5362 | 1:38.2112   |
| 15        | 4  | Dan Wheldon             | Panther Racing           | 24.4960 | 24.5221 | 24.5896 | 24.6127 | 1:38.2204   |
| 16        | 67 | Sarah Fisher            | Sarah Fisher Racing      | 24.5480 | 24.5636 | 24.5655 | 24.5708 | 1:38.2479   |
| 17        | 18 | Milka Duno              | Dale Coyne Racing        | 24.5684 | 24.5482 | 24.5762 | 24.5710 | 1:38.2638   |
| 18        | 24 | Tomas Scheckter         | Dreyer & Reinbold Racing | 24.6096 | 24.5896 | 24.6091 | 24.6021 | 1:38.4104   |
| 19        | 14 | Vitor Meira             | A. J. Foyt Enterprises   | 24.6284 | 24.5868 | 24.6058 | 24.6353 | 1:38.4563   |
| 20        | 77 | Alex Tagliani           | FAZZT Race Team          | 24.6377 | 24.6120 | 24.6393 | 24.6968 | 1:38.5858   |
| 21        | 66 | Jay Howard (R)          | Sarah Fisher Racing      | 24.6493 | 24.6384 | 24.6636 | 24.6704 | 1:38.6217   |
| 22        | 36 | Bertrand Baguette (R)   | Conquest Racing          | 24.6682 | 24.6524 | 24.6726 | 24.6744 | 1:38.6676   |
| 23        | 2  | Raphael Matos           | De Ferran Dragon Racing  | 24.6848 | 24.6737 | 24.6591 | 24.6605 | 1:38.6781   |
| 24        | 37 | Ryan Hunter-Reay        | Andretti Autosport       | 24.6688 | 24.6873 | 24.6660 | 24.6695 | 1:38.6916   |
| 25        | 34 | Mario Romancini (R)     | Conquest Racing          | 24.6728 | 24.6464 | 24.7202 | 24.7435 | 1:38.7829   |
| 26        | 78 | Simona de Silvestro (R) | HVM Racing               | 24.8188 | 24.7809 | 24.7848 | 24.7782 | 1:39.1627   |
| Relatório |    |                         |                          |         |         |         |         |             |

- (R) - Rookie

### Corrida
| Pos       | Nº | Piloto                  | Equipe                   | Voltas | Tempo        | Largada | Voltas na Liderança | Pontos |
| --------- | -- | ----------------------- | ------------------------ | ------ | ------------ | ------- | ------------------- | ------ |
| 1         | 6  | Ryan Briscoe            | Team Penske              | 228    | 2:04:47.1555 | 1       | 102                 | 53     |
| 2         | 7  | Danica Patrick          | Andretti Autosport       | 228    | +1.4628      | 8       | 1                   | 40     |
| 3         | 26 | Marco Andretti          | Andretti Autosport       | 228    | +2.3162      | 10      | 0                   | 35     |
| 4         | 9  | Scott Dixon             | Chip Ganassi Racing      | 228    | +3.0770      | 4       | 0                   | 32     |
| 5         | 10 | Dario Franchitti        | Chip Ganassi Racing      | 228    | +7.5882      | 2       | 86                  | 30     |
| 6         | 11 | Tony Kanaan             | Andretti Autosport       | 228    | +8.0664      | 13      | 0                   | 28     |
| 7         | 37 | Ryan Hunter-Reay        | Andretti Autosport       | 228    | +13.9390     | 24      | 0                   | 26     |
| 8         | 19 | Alex Lloyd (R)          | Dale Coyne Racing        | 228    | +14.3084     | 6       | 0                   | 24     |
| 9         | 4  | Dan Wheldon             | Panther Racing           | 228    | +15.0859     | 15      | 1                   | 22     |
| 10        | 14 | Vitor Meira             | A. J. Foyt Enterprises   | 228    | +15.8250     | 19      | 0                   | 20     |
| 11        | 8  | E. J. Viso              | KV Racing Technology     | 228    | +18.8687     | 14      | 0                   | 19     |
| 12        | 06 | Hideki Mutoh            | Newman/Haas Racing       | 228    | +23.0449     | 7       | 1                   | 18     |
| 13        | 24 | Tomas Scheckter         | Dreyer & Reinbold Racing | 227    | +1 volta     | 18      | 0                   | 17     |
| 14        | 12 | Will Power              | Team Penske              | 227    | +1 volta     | 3       | 4                   | 16     |
| 15        | 67 | Sarah Fisher            | Sarah Fisher Racing      | 227    | +1 volta     | 16      | 0                   | 15     |
| 16        | 2  | Raphael Matos           | De Ferran Dragon Racing  | 226    | +2 voltas    | 23      | 0                   | 14     |
| 17        | 34 | Mario Romancini (R)     | Conquest Racing          | 226    | +2 voltas    | 25      | 0                   | 13     |
| 18        | 77 | Alex Tagliani           | FAZZT Race Team          | 225    | +3 voltas    | 20      | 33                  | 12     |
| 19        | 22 | Justin Wilson           | Dreyer & Reinbold Racing | 225    | +3 voltas    | 12      | 0                   | 12     |
| 20        | 3  | Hélio Castroneves       | Team Penske              | 129    | Abandonou    | 5       | 0                   | 12     |
| 21        | 32 | Mario Moraes            | KV Racing Technology     | 129    | Abandonou    | 9       | 0                   | 12     |
| 22        | 36 | Bertrand Baguette (R)   | Conquest Racing          | 129    | Abandonou    | 22      | 0                   | 12     |
| 23        | 18 | Milka Duno              | Dale Coyne Racing        | 116    | Abandonou    | 17      | 0                   | 12     |
| 24        | 78 | Simona de Silvestro (R) | HVM Racing               | 97     | Abandonou    | 26      | 0                   | 12     |
| 25        | 5  | Takuma Sato (R)         | KV Racing Technology     | 56     | Abandonou    | 11      | 0                   | 10     |
| 26        | 66 | Jay Howard (R)          | Sarah Fisher Racing      | 37     | Abandonou    | 21      | 0                   | 10     |
| Relatório |    |                         |                          |        |              |         |                     |        |

- (R) - Rookie

## Tabela do campeonato após a corrida
Observe que somente as dez primeiras posições estão incluídas na tabela.
| Pos | Var     | Piloto            | Pontos |
| --- | ------- | ----------------- | ------ |
| 1   | Aumento | Dario Franchitti  | 246    |
| 2   | Baixa   | Will Power        | 243    |
| 3   | Estável | Scott Dixon       | 235    |
| 4   | Estável | Hélio Castroneves | 211    |
| 5   | Aumento | Ryan Briscoe      | 208    |

| Pos | Var     | Piloto           | Pontos |
| --- | ------- | ---------------- | ------ |
| 6   | Baixa   | Ryan Hunter-Reay | 201    |
| 7   | Aumento | Tony Kanaan      | 179    |
| 8   | Baixa   | Justin Wilson    | 179    |
| 9   | Aumento | Marco Andretti   | 169    |
| 10  | Baixa   | Dan Wheldon      | 164    |